# Haradzeja
Haradzeja (belarusiska: Гарадзея) är ett stadsliknande samhälle i Belarus.   Den ligger i voblasten Minsks voblast, i den centrala delen av landet, 90 km sydväst om huvudstaden Horad Mіnsk. Haradzeja ligger 180 meter över havet och antalet invånare är 3 802.

## Natur och klimat
Terrängen runt Haradzeja är platt. Närmaste större samhälle är Njasvizj, 13,9 km sydost om Haradzeja.
Omgivningarna runt Haradzeja är en mosaik av jordbruksmark och naturlig växtlighet. Runt Haradzeja är det ganska tätbefolkat, med 52 invånare per kvadratkilometer.

## Sport
- FK Haradzeja fotbollsklubb; (2004–2020)
- Haradzeja stadion, (kapacitet: 1.625)